# Diecéze arraská
Diecéze arraská (-boulognsko-saint-omerská) (lat. Dioecesis Atrebatensis (-Bononienus-Audomarensis), franc. Diocèse d'Arras (Boulogne et Saint-Omer)) je francouzská římskokatolická diecéze. Leží na území departementu Pas-de-Calais, jehož hranice přesně kopíruje. Sídlo biskupství i katedrála Notre-Dame-et-Saint-Vaast d'Arras se nachází v Arrasu. Diecéze arraská je součástí církevní provincie Lille.

## Historie
Diecéze arraská byla založena roku 499. V důsledku konkordátu z roku 1801 byly 29. listopadu 1801 zrušeny diecéze boulognská (-Sur-Mer) a saint-omerská a jejich území bylo včleněno do diecéze arraské. Dne 23. listopadu 1853 byl změněn název diecéze na d'Arras (-Boulogne-Saint-Omer).
Od 30. března 2008 je diecéze arraská sufragánní diecézí lillské arcidiecéze; dříve byla sufragánem cambraiské arcidiecéze.

## Sídelní biskup
Od 12. srpna 1998 do 4. září 2020 byl diecézním biskupem Mons. Jean-Paul Jaeger. V úřadu jej z důvodu dosažení kanonického věku nahradil Mons. Olivier Leborgne.